# Nestor (género)
Nestor es un género de aves, el único de la subfamilia Nestorinae, compuesto por tres especies: dos de Nueva Zelanda (el kea y el kākā) y una de la isla Norfolk, Australia (el kākā de la Isla Norfolk). Esta última especie está extinta.

## Generalidades
El género contiene dos especies de “loros” vivientes en Nueva Zelanda, y dos especies extintas, una de la Isla Norfolk, políticamente perteneciente a Australia, y la otra de la isla Chatham, políticamente perteneciente a Nueva Zelanda. Todas las especies consisten en aves grandes y robustas, con cola corta y cuadrada. La familia Strigopidae divergió de los demás loros (Psittacidae) hace unos 82 millones de años, cuando Nueva Zelanda se separó de Gondwana, mientras que los ancestros del género Nestor y Strigops divergieron entre sí entre 60 y 80 millones de años. Una característica distintiva de las aves del género Nestor es su lengua; el parecido superficial de esta lengua a la de los loros verdaderos ha llevado a algunos taxónomos a considerar a los dos grupos estrechamente relacionados, pero la evidencia de ADN muestra que no lo están.
Se cree que las cuatro especies del género Nestor provienen de un “proto-kākā” que habitaba los bosques de Nueva Zelanda hace unos 5 millones de años. El pariente más cercano es el kākāpō (Strigops habroptilus). En conjunto, el género Strigops y el género Nestor forman la superfamilia de “loros” Strigopoidea, exclusiva de Oceanía, la cual es considerada un grupo que quedó aislado de los antepasados de todas las psitácidas antes de la radiación.
La superfamilia Strigopoidea evolucionó aislada durante un periodo muy considerable de tiempo, al separarse la región de Gondwana, desde antes del Cenozoico hace 80 millones de años, e incluso antes de la expansión de los mamíferos, teniendo un periodo evolutivo mayor que estos. Posteriormente, hace unos 650.000 años, algunas psitácidas alcanzaron la región procedentes de la fauna australasia. Estas especies, denominadas kākārikis, pertenecen al género Cyanoramphus y están estrechamente relacionadas con el género endémico Eunymphicus de Nueva Caledonia. Llegaron a Nueva Zelanda entre 450.000 y 625.000 años atrás desde la parte continental de Australia, saltando mediante Nueva Caledonia.
El género Nestor consiste en las especies kea, kākā, kākā de la isla Norfolk y kākā de la isla Chatham, mientras que el género Strigops contiene al icónico kākāpō. Toda las especies son endémicas de Nueva Zelanda y las cercanas islas oceánicas Chatham, de Nueva Zelanda, y Norfolk y Phillip, de Australia. Sus nombres comunes provienen del  maorí.

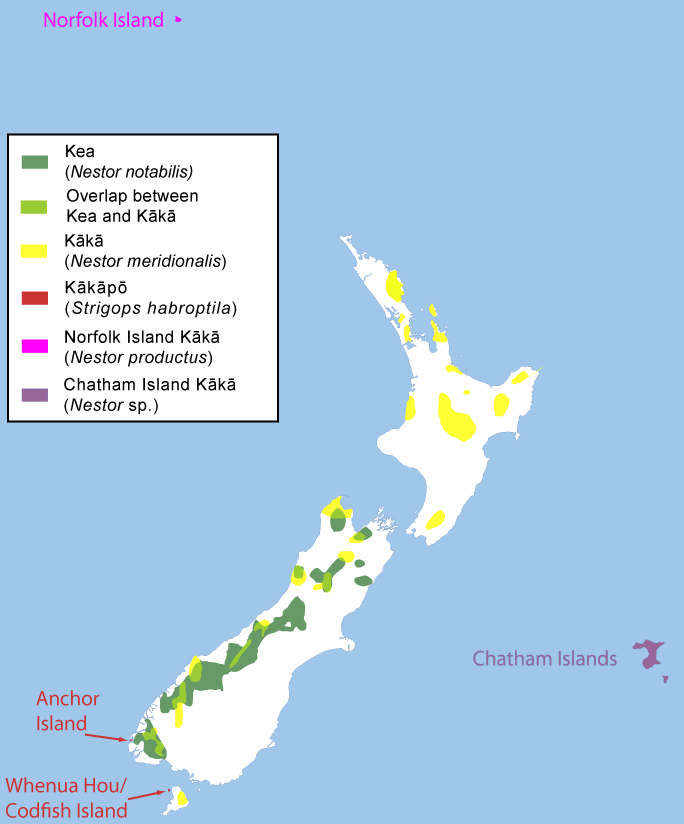
Distribución actual de las especies vivas, y distribución de las especies extintas.

El kākā de la Isla Norfolk y el kākā de Isla Chatham se extinguieron en tiempos recientes y la subespecie de kea superviviente y las dos subespecies de kākā supervivientes están todas amenazadas. La actividad humana causó las dos extinciones y la declinación de las otras tres especies. Los colonizadores introdujeron especies invasivas, como cerdos y pósums, los cuales comen huevos de aves que anidan en el suelo. Las declinaciones adicionales han sido causadas por la caza, para alimento, por el ser humano, o para eliminarlas, al ser consideradas plagas agrícolas o alimañas, o por pérdida de hábitat, o por la introducción de avispas.
Los principales depredadores durante la evolución del género fueron las aves: el águila Haast, halcones como el Eyles, el kahu y el kārearea, y los búhos whēkau y ruru. Por su parte, el género Nestor pudo alimentarse, como predador o carroñero, de las aves y huevos de moas y otras especies de aves hoy extintas. Muchas de las adaptaciones que se encuentran en el género reflejan el contexto único en el que se desarrollaron. Este balance único se vio interrumpido con la llegada de los polinesios, que introdujeron la rata de la Polinesia y el kuri o perro de la Polinesia, a las islas. Más tarde, los europeos introdujeron muchas más especies, incluyendo los grandes herbívoros y mamíferos predadores.
Las tres especies existentes de esta familia, como resultado de su dinámica filogeográfica, ocupan nichos ecológicos muy diferentes. Las especies del género Nestor presentan un plumaje bien camuflado, para evitar que las grandes aves de presa diurnas de la isla, hoy desaparecidas, las cazasen, mientras que las lechuzas locales son demasiado pequeñas para aprovecharse de ellas. Por lo general, su tasa de cría es muy baja: se reproducen sólo cada 3 a 5 años.
El kea está bien adaptado a la vida a gran altura, y se observa regularmente en la nieve en las estaciones de esquí. Cuando los árboles están ausentes en la zona alpina, se reproducen en los huecos en el suelo en lugar de en los huecos de árboles, como la mayoría de las especies de loros.

## Especies
- Kea, Nestor notabilis.
- Kākā, Nestor meridionalis.
  - Kākā de la Isla del Norte, Nestor meridionalis septentrionalis.
  - Kākā de la Isla del Sur, Nestor meridionalis meridionalis.
- Kākā de la Isla Norfolk, Nestor productus (extinto). Fue exterminado por el hombre ya en la primera mitad del siglo XIX. Tenía un pico más largo y delgado que las dos especies supervivientes de nestorinos.
- Kākā de Chatham, Nestor chathamensis(extinto), una cuarta especie recientemente descubierta en 2014 que vivió en las Islas Chatham.